# برج القشلة
برج القشلة هو معلمة لبنانية ضمن قائمة قلاع وحصون وأبراج لبنان التاريخية، كان موقعه في الثكنة العثمانية، وقد بنت الحكومة العثمانية مكانه أو على أساساته وقواعده عام 1853 ثكنة خاصة للجند العثمانيين. وهذه الثكنة حولت بدورها في عهد الانتداب الفرنسي مقرا لحكومة الانتداب، ثم بعد ذلك في عهد الاستقلال حولت نرة أخرى مقراً للحكومة اللبنانية الاستقلالية، وقد عرف فيما بعد باسم «السراي الكبير».

## كرونولوجيا تاريخية
في عام 1840 تمكنت الدولة العثمانية في مرحلة ضعفها من استرجاع السيادة على البلاد الشامية بمساعدة الأساطيل الإنكليزية والروسية والبروسية المتحالفة معها ضد توسع نفوذ مصر في عهد محمد علي باشا في منطقة الشرق الأوسط، عملت السلطات العسكرية العثمانية على تحصين الموقع الاستراتيجي، فأقامت عليها بناءً ليكون مقراً لأجهزتها العسكرية المدنية. وارتفع المبنى الذي أصبح مقراً للولاة العثمانيين وأطلق عليها البيروتيون اسم «القشلة»، وهي كلمة تعني من معانيها «الثكنة» أو مقر خاص بالجند.

## الوصف
وجاء استكمال بناء «القشلة» المؤلف من طابق أرضي واحد في عام 1856 لإيواء الجند، وطابق سفلي جزئي لإيواء الخيول. وتوزعت الغرف الداخلية تتوسطها باحة ورواق كبير، إضافة إلى مدخلين من جهتي الشمال والجنوب، وميّز المبنى من الخارج وجود شرفات «بوائك» هندسية تحملها أعمدة من الرخام منا اضفى على المبنى شيء من الجمالية.
واستتبع ذلك توسيعات بين الأعوام 1877 و1894، فأنشئ الطابق الأول. في عام 1899 أضيف القرميد على سطح الطابق الأول وهو ما أعطى مبنى السراي الكبير شكله النهائي، الذي استقر للحكومة اللبنانية منذ عهد الاستقلال وتحول تحت اسم السراي الكبير.